# Collegio di Shipley
Shipley è un collegio elettorale inglese della Camera dei comuni del Parlamento del Regno Unito, situato nel West Yorkshire, nella regione dello Yorkshire e Humber. Elegge un membro del Parlamento con il sistema maggioritario a turno unico. Il rappresentante del collegio dal 2024 è Anna Dixon, del Partito Laburista.

## Estensione
- 1885–1918: il Municipal Borough of Bradford e le parrocchie civili di Clayton, Eccleshill, Idle, North Brierley e Shipley.
- 1918–1950: i distretti urbani di Baildon, Bingley, Guiseley, Shipley e Yeadon e le parrocchie civili di Esholt, Hawksworth e Menston nel distretto rurale di Wharfedale.
- 1950–1983: i distretti urbani di Baildon, Bingley e Shipley.
- 1983–2010: i ward della città di Bradford di Baildon, Bingley, Bingley Rural, Rombalds, Shipley East e Shipley West.
- dal 2010: i ward della città di Bradford di Baildon, Bingley, Bingley Rural, Shipley, Wharfedale e Windhill and Wrose.[1]

## Storia

### 1885–1970
Il collegio fu creato con il Redistribution of Seats Act 1885 e fino al 1923 fu rappresentato quasi esclusivamente dal Partito Liberale e Arthur Creech Jones fu segretario di Stato per le Colonie dal 1946 al 1950 durante il governo di Clement Attlee.

### Dal 1970
Shipley fu per lungo tempo il collegio dell'ex Presidente del Comitato 1922 del Partito Conservatore Sir Marcus Fox, che detenne il seggio per quasi 30 anni tra il 1970 e il 1997.
Alle elezioni del 1997, il candidato del Partito Laburista Chris Leslie conquistò il seggio appartenuto a Fox, divenendo il più giovane deputato di quel Parlamento. Fu rieletto nel 2001, e divenne ministro. Diversi sostenitori laburisti vedevano Leslie come blairista, anche se in effetti era egualmente vicino alle posizioni di Gordon Brown, del quale sposò un membro dello staff.
Leslie perse il seggio per pochi voti alle elezioni del 2005, quando il candidato conservatore Philip Davies lo riconquistò con un vantaggio di soli 422 voti, che incrementarono fino a circa 10.000 voti alle elezioni del 2010.

## Membri del Parlamento
| Elezione | Elezione          | Deputato                 | Partito            |
| -------- | ----------------- | ------------------------ | ------------------ |
|          | 1885              | Joseph Craven            | Liberale           |
|          | 1892              | William Pollard Byles    | Liberal-Laburista  |
|          | 1895              | James Fortescue Flannery | Liberale Unionista |
|          | 1906              | Percy Illingworth        | Liberale           |
| 1915 (S) | Oswald Partington |                          | Liberale           |
| 1918     | Henry Norman Rae  |                          | Liberale           |
|          | 1923              | William Mackinder        | Laburista          |
|          | 1930 (S)          | James Lockwood           | Conservatore       |
|          | 1935              | Arthur Creech Jones      | Laburista          |
|          | 1950              | Geoffrey Hirst           | Conservatore       |
| 1970     | Marcus Fox        |                          | Conservatore       |
|          | 1997              | Chris Leslie             | Laburista          |
|          | 2005              | Philip Davies            | Conservatore       |
|          | 2024              | Anna Dixon               | Laburista          |

## Risultati elettorali

### Elezioni negli anni 2020
| Partito                    | Partito                                           | Candidato                  | Risultati 4 luglio 2024 | Risultati 4 luglio 2024 |
| Partito                    | Partito                                           | Candidato                  | Voti                    | %                       |
| -------------------------- | ------------------------------------------------- | -------------------------- | ----------------------- | ----------------------- |
|                            | Laburista                                         | Anna Dixon                 | 21 738                  | 45,00                   |
|                            | Conservatore                                      | Philip Davies              | 13 135                  | 27,19                   |
|                            | Reform UK                                         | Simon Dandy                | 7 238                   | 14,98                   |
|                            | Verdi                                             | Kevin Warnes               | 3 605                   | 7,46                    |
|                            | Lib Dem                                           | Graham Richard Reed        | 1 341                   | 2,78                    |
|                            | Yorkshire                                         | Will Grant                 | 447                     | 0,93                    |
|                            | Indipendente                                      | Nagbea                     | 297                     | 0,61                    |
|                            | Workers                                           | Waqas Ali Khan             | 269                     | 0,56                    |
|                            | Social Democratico                                | Paul Shkurka               | 137                     | 0,28                    |
|                            | Popoli Cristiani                                  | Darryl Neale Morton-Wright | 95                      | 0,20                    |
|                            |                                                   |                            |                         |                         |
| Iscritti                   | Iscritti                                          | Iscritti                   | 74 130                  | 100,00                  |
| ↳ Votanti (% su iscritti)  | ↳ Votanti (% su iscritti)                         | ↳ Votanti (% su iscritti)  | 48 303                  | 65,16                   |
| ↳ Astenuti (% su iscritti) | ↳ Astenuti (% su iscritti)                        | ↳ Astenuti (% su iscritti) | 25 827                  | 34,84                   |
|                            |                                                   |                            |                         |                         |
|                            | Esito: collegio passa da Conservatore a Laburista |                            |                         |                         |

### Elezioni negli anni 2010
| Partito                    | Partito                                   | Candidato                  | Risultati 12 dicembre 2019 | Risultati 12 dicembre 2019 |
| Partito                    | Partito                                   | Candidato                  | Voti                       | %                          |
| -------------------------- | ----------------------------------------- | -------------------------- | -------------------------- | -------------------------- |
|                            | Conservatore                              | Philip Davies              | 27 437                     | 50,81                      |
|                            | Laburista                                 | Jo Pike                    | 21 195                     | 39,25                      |
|                            | Lib Dem                                   | Caroline Jones             | 3 188                      | 5,90                       |
|                            | Verdi                                     | Celia Hickson              | 1 301                      | 2,41                       |
|                            | Yorkshire                                 | Darren Longhorn            | 883                        | 1,64                       |
|                            |                                           |                            |                            |                            |
| Iscritti                   | Iscritti                                  | Iscritti                   | 74 029                     | 100,00                     |
| ↳ Votanti (% su iscritti)  | ↳ Votanti (% su iscritti)                 | ↳ Votanti (% su iscritti)  | 54 004                     | 72,95                      |
| ↳ Astenuti (% su iscritti) | ↳ Astenuti (% su iscritti)                | ↳ Astenuti (% su iscritti) | 20 025                     | 27,05                      |
|                            |                                           |                            |                            |                            |
|                            | Esito: collegio confermato a Conservatore |                            |                            |                            |

| Partito                    | Partito                                   | Candidato                  | Risultati 8 giugno 2017 | Risultati 8 giugno 2017 |
| Partito                    | Partito                                   | Candidato                  | Voti                    | %                       |
| -------------------------- | ----------------------------------------- | -------------------------- | ----------------------- | ----------------------- |
|                            | Conservatore                              | Philip Davies              | 27 417                  | 51,35                   |
|                            | Laburista                                 | Steve Clapcote             | 22 736                  | 42,58                   |
|                            | Lib Dem                                   | Caroline Jones             | 2 202                   | 4,12                    |
|                            | Women's Equality                          | Sophie Walker              | 1 040                   | 1,95                    |
|                            |                                           |                            |                         |                         |
| Iscritti                   | Iscritti                                  | Iscritti                   | 73 143                  | 100,00                  |
| ↳ Votanti (% su iscritti)  | ↳ Votanti (% su iscritti)                 | ↳ Votanti (% su iscritti)  | 53 395                  | 73,00                   |
| ↳ Astenuti (% su iscritti) | ↳ Astenuti (% su iscritti)                | ↳ Astenuti (% su iscritti) | 19 748                  | 27,00                   |
|                            |                                           |                            |                         |                         |
|                            | Esito: collegio confermato a Conservatore |                            |                         |                         |

| Partito                    | Partito                                   | Candidato                  | Risultati 7 maggio 2015 | Risultati 7 maggio 2015 |
| Partito                    | Partito                                   | Candidato                  | Voti                    | %                       |
| -------------------------- | ----------------------------------------- | -------------------------- | ----------------------- | ----------------------- |
|                            | Conservatore                              | Philip Davies              | 25 269                  | 50,00                   |
|                            | Laburista                                 | Steve Clapcote             | 15 645                  | 30,95                   |
|                            | UKIP                                      | Waqas Khan                 | 4 479                   | 8,86                    |
|                            | Verdi                                     | Kevin Warnes               | 2 657                   | 5,26                    |
|                            | Lib Dem                                   | Andrew Martin              | 1 949                   | 3,86                    |
|                            | Yorkshire                                 | Darren Hill                | 543                     | 1,07                    |
|                            |                                           |                            |                         |                         |
| Iscritti                   | Iscritti                                  | Iscritti                   | 70 490                  | 100,00                  |
| ↳ Votanti (% su iscritti)  | ↳ Votanti (% su iscritti)                 | ↳ Votanti (% su iscritti)  | 50 542                  | 71,70                   |
| ↳ Astenuti (% su iscritti) | ↳ Astenuti (% su iscritti)                | ↳ Astenuti (% su iscritti) | 19 948                  | 28,30                   |
|                            |                                           |                            |                         |                         |
|                            | Esito: collegio confermato a Conservatore |                            |                         |                         |

| Partito                    | Partito                                   | Candidato                  | Risultati 6 maggio 2010 | Risultati 6 maggio 2010 |
| Partito                    | Partito                                   | Candidato                  | Voti                    | %                       |
| -------------------------- | ----------------------------------------- | -------------------------- | ----------------------- | ----------------------- |
|                            | Conservatore                              | Philip Davies              | 24 002                  | 48,56                   |
|                            | Laburista                                 | Susan Hinchcliffe          | 14 058                  | 28,44                   |
|                            | Lib Dem                                   | John Harris                | 9 890                   | 20,01                   |
|                            | Verdi                                     | Kevin Warnes               | 1 477                   | 2,99                    |
|                            |                                           |                            |                         |                         |
| Iscritti                   | Iscritti                                  | Iscritti                   | 67 708                  | 100,00                  |
| ↳ Votanti (% su iscritti)  | ↳ Votanti (% su iscritti)                 | ↳ Votanti (% su iscritti)  | 49 427                  | 73,00                   |
| ↳ Astenuti (% su iscritti) | ↳ Astenuti (% su iscritti)                | ↳ Astenuti (% su iscritti) | 18 281                  | 27,00                   |
|                            |                                           |                            |                         |                         |
|                            | Esito: collegio confermato a Conservatore |                            |                         |                         |

### Elezioni negli anni 2000
| Partito                    | Partito                                           | Candidato                  | Risultati 5 maggio 2005 | Risultati 5 maggio 2005 |
| Partito                    | Partito                                           | Candidato                  | Voti                    | %                       |
| -------------------------- | ------------------------------------------------- | -------------------------- | ----------------------- | ----------------------- |
|                            | Conservatore                                      | Philip Davies              | 18 608                  | 39,04                   |
|                            | Laburista                                         | Chris Leslie               | 18 186                  | 38,15                   |
|                            | Lib Dem                                           | John Briggs                | 7 018                   | 14,72                   |
|                            | BNP                                               | Tom Linden                 | 2 000                   | 4,20                    |
|                            | Verdi                                             | Quentin Deakin             | 1 665                   | 3,49                    |
|                            | Iraq War. Not In My Name                          | David Crabtree             | 189                     | 0,40                    |
|                            |                                                   |                            |                         |                         |
| Iscritti                   | Iscritti                                          | Iscritti                   | 68 387                  | 100,00                  |
| ↳ Votanti (% su iscritti)  | ↳ Votanti (% su iscritti)                         | ↳ Votanti (% su iscritti)  | 47 666                  | 69,70                   |
| ↳ Astenuti (% su iscritti) | ↳ Astenuti (% su iscritti)                        | ↳ Astenuti (% su iscritti) | 20 721                  | 30,30                   |
|                            |                                                   |                            |                         |                         |
|                            | Esito: collegio passa da Laburista a Conservatore |                            |                         |                         |

| Partito                    | Partito                                | Candidato                  | Risultati 7 giugno 2001 | Risultati 7 giugno 2001 |
| Partito                    | Partito                                | Candidato                  | Voti                    | %                       |
| -------------------------- | -------------------------------------- | -------------------------- | ----------------------- | ----------------------- |
|                            | Laburista                              | Chris Leslie               | 20 243                  | 43,99                   |
|                            | Conservatore                           | David Senior               | 18 815                  | 40,88                   |
|                            | Lib Dem                                | Helen Wright               | 4 996                   | 10,86                   |
|                            | Verdi                                  | Martin Love                | 1 386                   | 3,01                    |
|                            | UKIP                                   | Walter Whitaker            | 580                     | 1,26                    |
|                            |                                        |                            |                         |                         |
| Iscritti                   | Iscritti                               | Iscritti                   | 69 516                  | 100,00                  |
| ↳ Votanti (% su iscritti)  | ↳ Votanti (% su iscritti)              | ↳ Votanti (% su iscritti)  | 46 020                  | 66,20                   |
| ↳ Astenuti (% su iscritti) | ↳ Astenuti (% su iscritti)             | ↳ Astenuti (% su iscritti) | 23 496                  | 33,80                   |
|                            |                                        |                            |                         |                         |
|                            | Esito: collegio confermato a Laburista |                            |                         |                         |

## Risultati dei referendum

### Referendum sulla permanenza del Regno Unito nell'Unione europea del 2016
|             | Collegio | Lasciare UE % | Rimanere in UE % |
| ----------- | -------- | ------------- | ---------------- |
|             | Shipley  | 51,5%         | 48,5%            |
| Inghilterra | 53,3%    | 46,7%         |                  |
| Regno Unito | 51,9%    | 48,1%         |                  |